# 劉伯堅烈士故居
劉伯堅烈士故居位於四川省巴中市平昌縣，文物遺址年代判定為1895年。2007年6月1日公佈為四川省第七批文物保護單位。